# George Gale

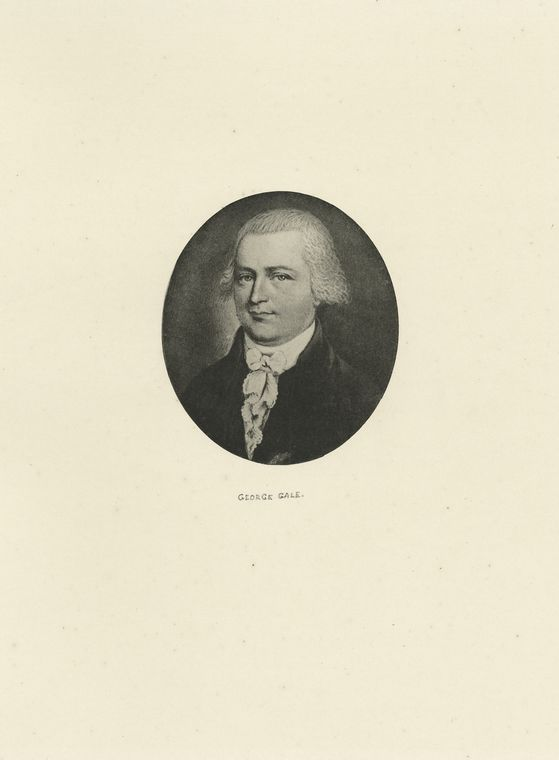
George Gale

George Gale (* 3. Juni 1756 im Somerset County, Province of Maryland; † 2. Januar 1815 im Cecil County, Maryland) war ein US-amerikanischer Politiker. Zwischen 1789 und 1791 vertrat er den Bundesstaat Maryland im US-Repräsentantenhaus.

## Werdegang
George Gale besuchte die öffentlichen Schulen seiner Heimat. Während des Amerikanischen Unabhängigkeitskrieges diente er in der Kontinentalarmee. Er war auch Mitglied der Versammlung, die die Verfassung der Vereinigten Staaten für den Staat Maryland ratifizierte. Politisch war er ein Anhänger des späteren Präsidenten George Washington (Pro-Administration-Fraktion). Bei den Kongresswahlen des Jahres 1789 wurde er im fünften Wahlbezirk von Maryland in das damals noch in New York tagende US-Repräsentantenhaus gewählt, wo er am 4. März 1789 sein neues Mandat antrat. Bis zum 3. März 1791 konnte er eine Legislaturperiode im ersten Kongress absolvieren.
Nach dem Ende seiner Zeit im US-Repräsentantenhaus wurde George Gale von Präsident Washington zum Leiter der Behörde zur Kontrolle der Alkoholproduktion in Maryland (Supervisor of Distilled Liquors) ernannt. Er starb am 2. Januar 1815 auf dem Anwesen Brookland im Cecil County, wo er auch beigesetzt wurde. Sein Sohn Levin (1784–1834) wurde ebenfalls Kongressabgeordneter für Maryland.